# Automaton Rover for Extreme Environments

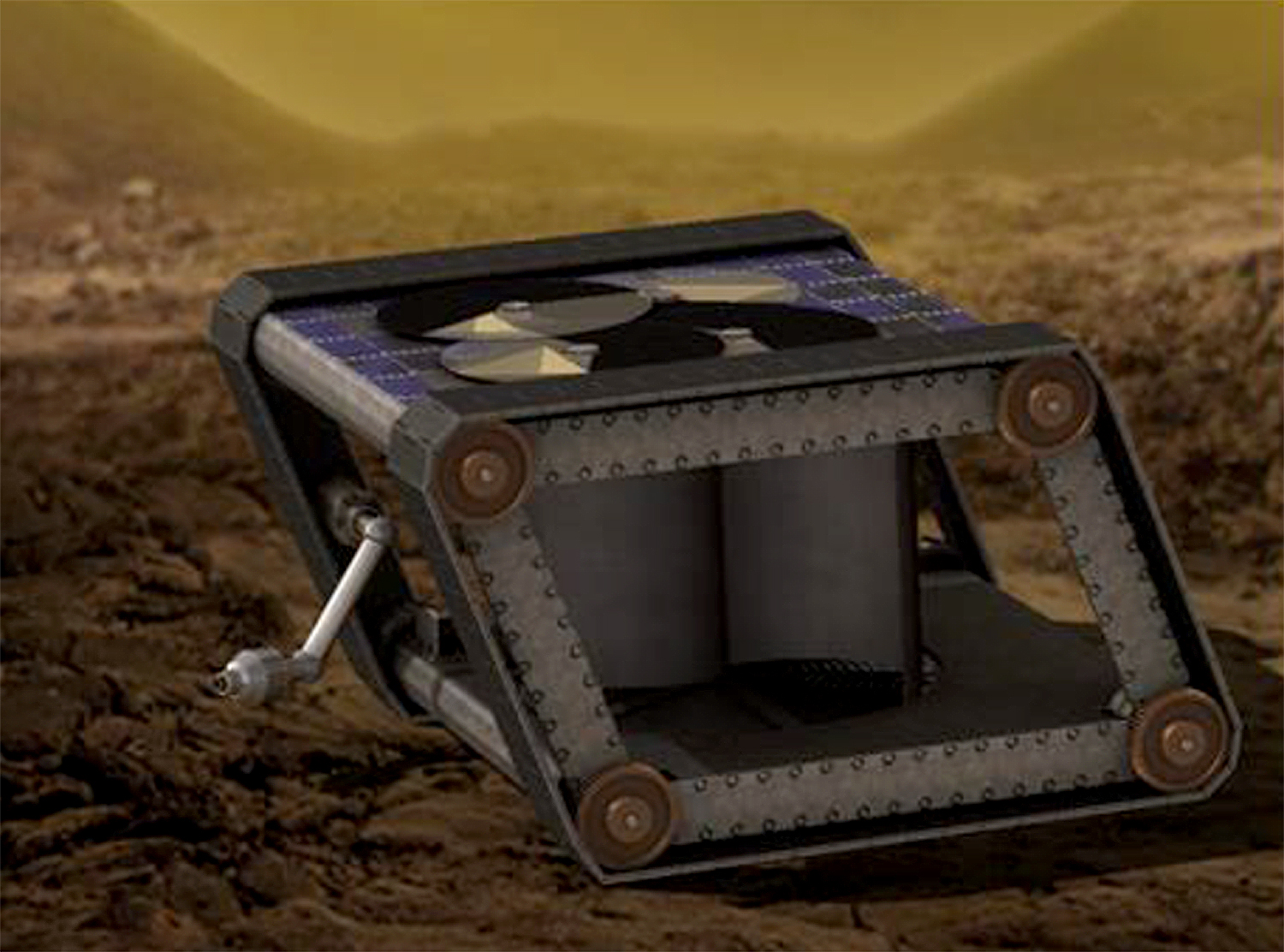
Vue d'artiste d'AREE à la surface de Vénus, montrant l'éolienne à l'intérieur du châssis du rover.

Automaton Rover for Extreme Environments (AREE, Rover autonome pour environnements extrêmes) est un projet du NASA Innovative Advanced Concepts de la NASA visant à concevoir un rover pouvant fonctionner dans l'environnement de Vénus, contrôlé par un ordinateur mécanique alimenté par une éolienne. L'atmosphère de Vénus est environ 90 fois plus dense que la Terre et la température de surface est d'au moins 462 °C, conditions qui empêcheraient un ordinateur électronique standard de fonctionner pendant une période de temps significative. Alors que AREE est conçu pour fonctionner sur Vénus, la conception du rover pourrait être adaptée pour une utilisation sur Mercure, qui a une température de surface relativement élevée, sur les lunes galiléennes Europe ou Io, où le rayonnement élevé rend difficile l'utilisation de l'électronique traditionnelle, ou sur les coulées de lave ou les zones hautement radioactives sur Terre.
Le projet a été proposé pour la première fois en 2015 et financé par le programme  Innovative Advanced Concepts de la NASA avec une étude de phase I en 2016 et une étude de phase II en 2017-2018.

## Caractéristiques
Bien que l'équipe du Jet Propulsion Laboratory a initialement prévu de concevoir un rover entièrement mécanique, cela a rapidement été jugé peu pratique par rapport à une conception hybride mécano-électrique.
La caractéristique unique d'AREE est la proposition d'utiliser un ordinateur analogique mécanique au lieu des ordinateurs numériques électroniques plus puissants utilisés sur toutes les autres sondes, qui ne tolèrent pas les températures élevées de Vénus. Au lieu d'utiliser un seul ordinateur mécanique à usage général, semblable à la machine analytique de Charles Babbage, le rover s'appuierait sur une suite d'appareils simples et à usage unique répartis dans tout le véhicule, analogues aux ordinateurs de contrôle des incendies embarqués des navires de la Seconde Guerre mondiale. Le rover utiliserait également des capteurs purement mécaniques pour une partie de son instrumentation : la température, la vitesse du vent, la pression barométrique, l'activité sismique et même la composition chimique des échantillons peuvent être mesurées mécaniquement.
AREE doit être alimenté principalement par une éolienne Savonius. Celle-ci entraînerait directement les roues et emmagasinerait également l'énergie dans un ressort composite. Le rover transporterait également des panneaux solaires à haute température comme secours et pour alimenter les instruments scientifiques électriques.
L'aspect le plus difficile de la conception d'AREE est sa communication avec la Terre. De nombreuses options de communication sont à l'étude, notamment un transpondeur haute température, des rétroréflecteurs radar et l'inscription de données sur des enregistrements de type phonographe qui seraient ensuite livrés à un drone à haute altitude (conditions plus clémentes) via un ballon à hydrogène.

## Cible
La cible proposée pour AREE se situe près de Sekmet Mons. Cette cible a été choisie car elle se trouve en dehors des paraboles des débris d'impact de l'un des cratères d'impact de Vénus, permettant ainsi au rover d'étudier directement la géologie volcanique de Vénus. AREE se déplacerait au nord-ouest de sa zone d'atterrissage, traversant (et échantillonnant) plusieurs coulées de lave. Le site d'atterrissage proposé est également situé près d'une région de Tessera, ce qui soulève la possibilité que la mission du rover puisse se terminer par l'exploration de celle-ci.